# Golf playa

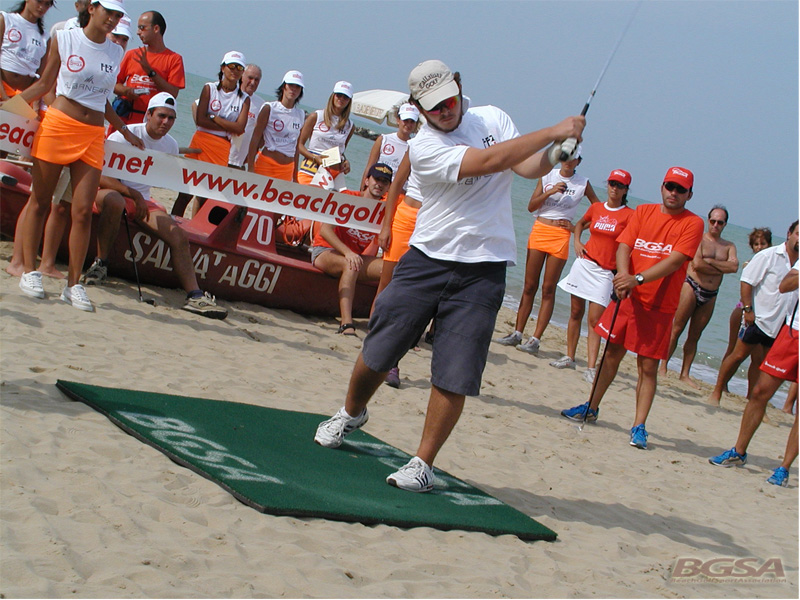
Beach Golf '02.

El Golf playa es, literalmente, golf sobre arena. Nacido de un estudio de marketing realizado para borrar el prejuicio que ve el golf como elitista y circunscrito, derriba aquellas que son las reglas férreas del golf.
El juego se desarrolla a lo largo de un recorrido de cerca de 2 km, durante los cuales los jugadores, en equipos de 2, deben alcanzar con el menor número de golpes posible el hoyo final, golpeando con un palo clásico de golf una pelota de poliuretano blando. Por su doble naturaleza de deporte e instrumento de marketing, el Golf playa se usa también para promover el ocio en localidades turísticas y productos en general.

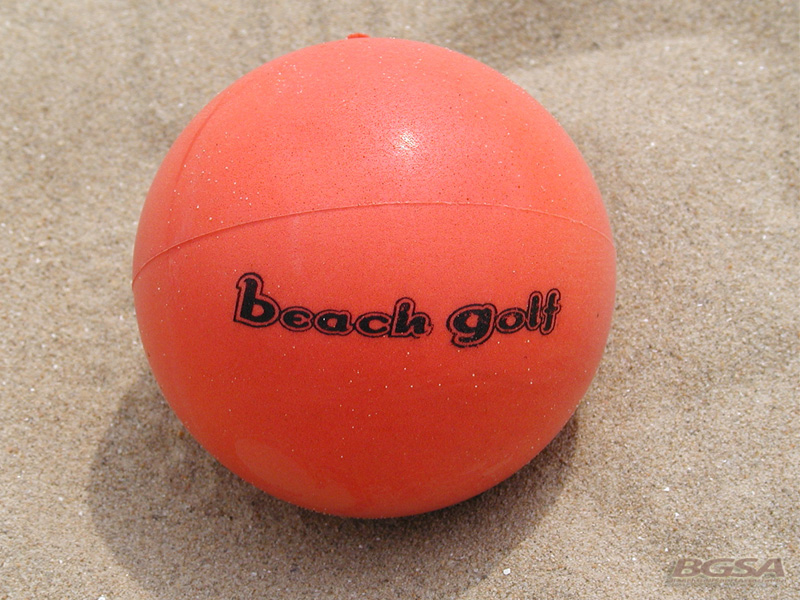
Típica pelota para el Beach Golf.

## Historia
El Golf playa nace en Pescara, Italia, en 1999 gracias a Mauro De Marco. Su idea parte de un estudio de marketing, según el cual, el golf sería circunscrito a una cúpula reducida de personas y por lo tanto elitista y practicado por pocos.

Su intento es el de desarraigar los elementos de cúpula cerrada y transformarlos en elementos cautivantes y de masas. Se escoge como lugar para practicarlo playas abarrotadas y se transforman en verdaderos recorridos itinerantes entre sombrillas, hamacas, bañistas o paseantes, que se convierten así en obstáculos naturales del juego.

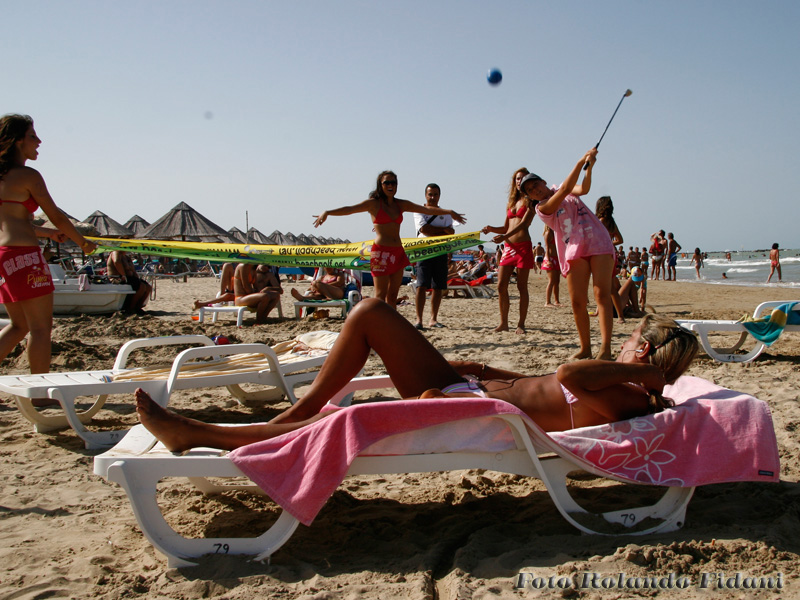
Obstáculos naturales durante el evento Beach Golf '07.

Su desarrollo sin barreras físicas, entre otros, permite al público presente interactuar con el juego y crear así un único campo de juego, en el cual los espectadores son interactivos y también participantes.

## Reglas

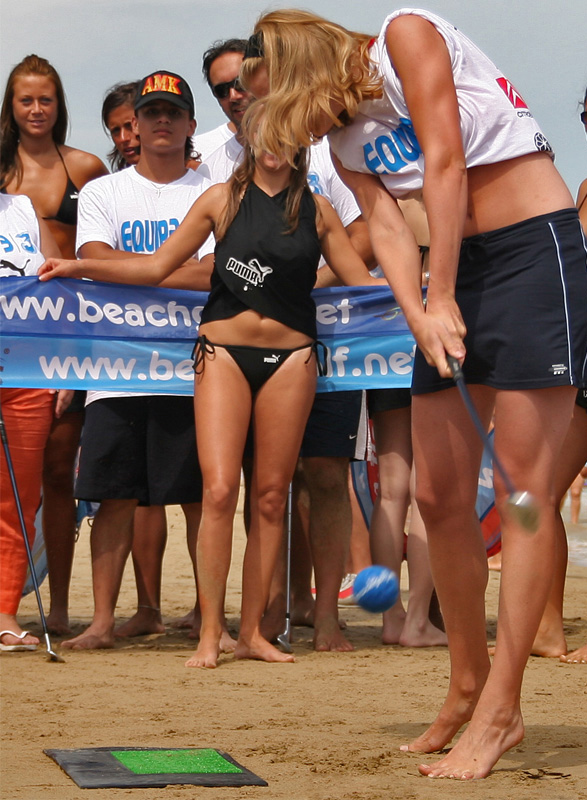
Swing en playa durante el evento Beach Golf '06.

Con el Beach Golf, todas las inflexibles reglas de juego y de comportamiento del golf tradicional dejan espacio a situaciones divertidas y libres de fuertes vínculos, manteniendo aún los principios básicos. El recorrido del juego se desarrolla a lo largo de 2 km de litoral arenoso en el interior de las playas, donde 40 equipos compuestos de dos jugadores cada uno (un profesional y un principiante) se retan para llegar al hoyo final con el menor número posible de golpes. 
El trayecto no está delimitado por ningún tipo de frontera preestablecida y está marcado por sombrillas, hamacas y bañistas que se convierten en los obstáculos naturales de la competición.
La pelota utilizada, propia para un lugar abarrotado donde se desarrolla el evento, es de poliuretano espanso blando, de modo que no cree lesiones a quien sea golpeado casualmente durante el juego.
El recorrido se anima con música y con numerosas ocasiones de diversión que involucran, de manera original, al público presente, que por primera vez en un deporte entra activamente en el campo de juego.
El radio de acción del beach-golfista está delimitado por una banda de protección de cerca de 5 m trazada por tres espléndidas chicas: las Caddy Girls que, aparte de acompañar todo el tour a lo largo del trayecto, son fascinantes animadoras del evento y jueces de la competición.

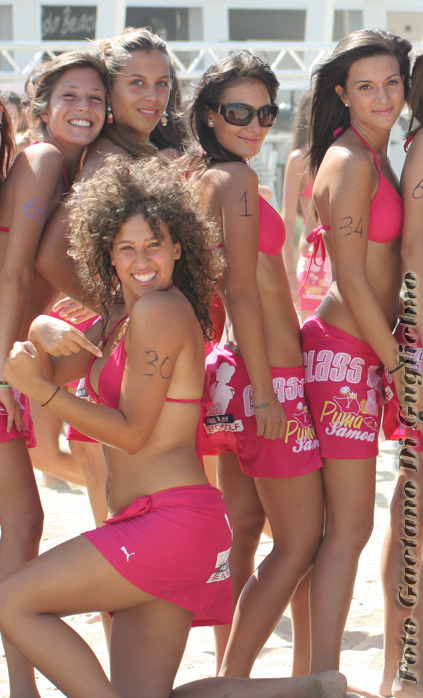
Las Caddy Girls del Beach Golf.

### Reglamento del juego
El reglamento ha sido creado adecuadamente para el Evento Beach Golf. Estas reglas de juego no dejan lugar a ninguna duda. Una de las reglas creadas para el Beach Golf prevé que personas y cosas del recorrido constituyan obstáculos naturales.

#### El equipo
El equipo se compone de dos jugadores, uno de handicap bajo, el otro de handicap más alto. La suma de los hcp dividida por dos se redondea al entero inferior (p. ej.: si la media es de 17.5, el hcp del equipo es 17). El hcp del equipo indicará de cuántos mejoramientos de la pelota se puede beneficiar.
El partido se juega con una sola pelota golpeada a turnos. No se admite que a uno le sustituya el otro; en este caso se perderá golpe y distancia.
Penalización: pérdida de golpe y distancia.

#### El Scorecard
La tarjeta de recorrido es una tabla sobre la que se muestran los datos del equipo y de la historia del partido. Se compone de nueve casillas: 
- Equipo: el nombre del patrocinador del equipo que da el nombre al mismo;
- Primer jugador: nombre, apellido y handicap del jugador de hcp más bajo;
- Segundo jugador: nombre, apellido y handicap del jugador de hcp más alto;
- Handicap del equipo: es la media aritmética de la suma de los hcp de los jugadores redondeada a la unidad inferior;
- Score: se marcará cada golpe ejecutado;
- Drop: se marcará cada "drop" realizado;
- Penalización: se marcará cada penalización deducida;
- Hcp: se inscribrirá cada mejoramiento de la pelota;
- Scorer: se inscribirá el nombre de la Caddy Girl responsable de rellenar el scorecard durante la competición.

#### La competición
El partido es una competición por golpes realizada en dos vueltas. Se usarán dos tipos de pelota: una de goma blanda totalmente inocua, de 69 mm de diámetro, la cual se usa a lo largo del recorrido, una reglamentaria sobre el putting green. No se establece un límite de tiempo.
Así se les da a los jugadores la facultad de detenerse en los puntos de descanso. Es una obligación que cada equipo empiece a la hora que le ha sido asignada.

#### El recorrido
El recorrido se desarrolla en la rompiente de la playa. Cuando el Beach Golf se organiza en Pescara, se parte de la Piazza Paolucci, del Stadio del Mare a la altura de la Nave di Cascella. Tiene una longitud de 1600 m lineales por una anchura que abarca toda la playa.

#### Área de salida
El área de salida es la zona desde la que se efectuará el primer golpe. Consiste en una alfombra sintética de 1.50 x 1.50 m² aproximadamente. La pelota se situará sobre el soporte o tee. Los jugadores efectuarán un golpe desde el tee, escogiendo después la pelota mejor posicionada.
Se da el honor (noblesse oblige) al jugador de handicap más bajo. Como en el golf, un golpe al vacío o un roce de la pelota son considerados como golpes, tanto aquí como a lo largo del recorrido. Si la pelota cayera del tee sin haber sido tocada, puede ser colocada de nuevo para efectuar el golpe.
Cada equipo empezará 3 minutos después del que precede. Se consiente un retraso de 10 minutos que, una vez transcurridos inútilmente, se autorizará la salida del equipo siguiente. El equipo retrasado comenzará el último con una penalización de 5 golpes. Penalización: cinco golpes o pérdida del turno por retraso superior a 10 minutos.

### Equipamiento

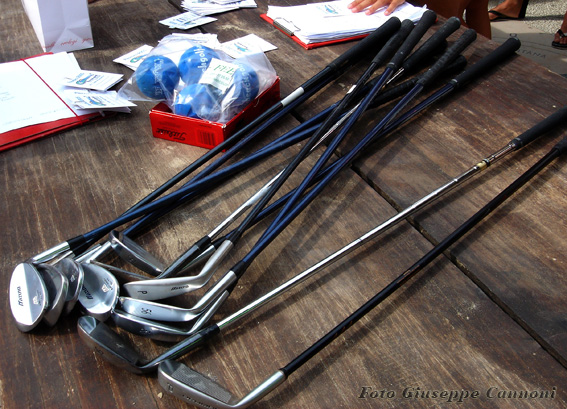
Palos utilizados durante el evento Beach Golf.

El equipamiento que se usa en el Beach Golf se compone del clásico palo de golf, pelota de esponja espansa y una banda de protección.

#### Palos
Los palos empleados en el Beach Golf son los clásicos palos de golf, más precisamente los "sand  wedge".

#### Pelota

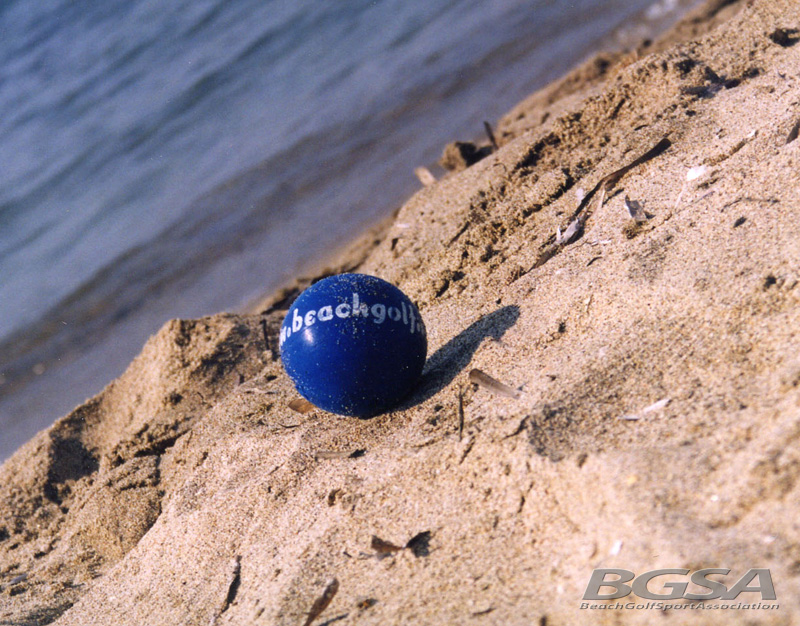
Pelota de Beach Golf.

La típica pelota utilizada en el Beach Golf está hecha de poliuretano espanso de 7 cm de diámetro y 35 g de peso. Su composición la hace inocua, permitiendo así jugar en cualquier lugar (peculiaridad propia del Beach Golf).

#### Banda de protección

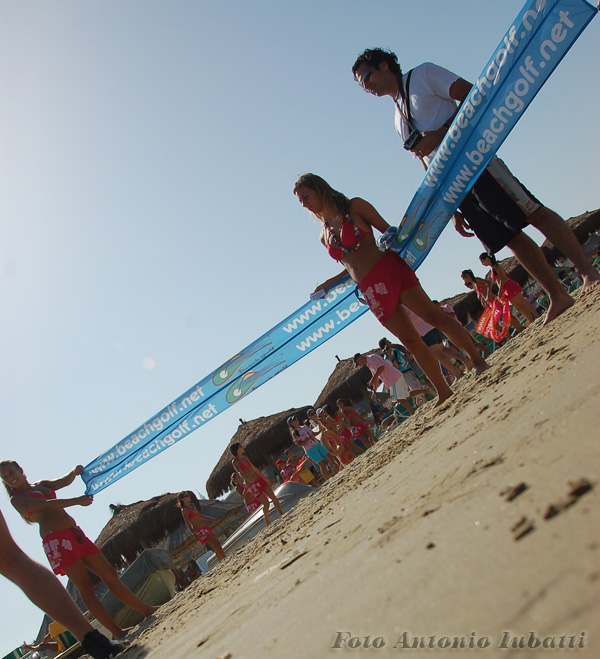
Banda de protección para el evento Beach Golf.

La banda de protección sustentada por las Caddy Girls, junto con las pelotas, tiene una función importantísima: garantizar la seguridad de los bañistas y practicar el golf en cualquier sitio. Es esto lo que hace del Beach Golf el único deporte del mundo donde los espectadores están en el campo de juego.

## Caddy Girls

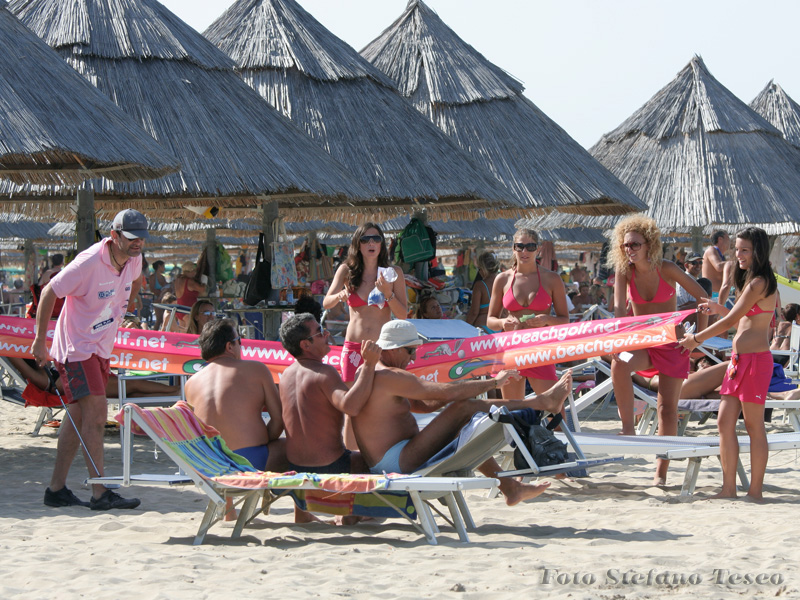
Caddy Girls en acción.

Las Caddy Girls son las 120 azafatas y jueces del Beach Golf. Su rol es fundamental, porque hacen que el juego se desarrolle de manera correcta y segura. 
Las Caddy Girls de hecho sostienen una banda de protección que delimita el área de acción del golfista, consintiendo así jugar con toda tranquilidad en medio de bañistas, tumbonas y sombrillas. 